# Fußball in Neuseeland
Fußball ist eine beliebte Sportart in Neuseeland. 106.600 Männer (8 Prozent) und 36.100 Frauen (3 Prozent) spielen regelmäßig Fußball, bei den fünf- bis 17-jährigen Jugendlichen ist er die zweitbeliebteste körperliche Betätigung nach Rugby Union (Jungen) und Netball (Mädchen). Alle Fußballwettbewerbe in Neuseeland stehen unter der Aufsicht des nationalen Verbandes, des New Zealand Football, welcher bis 1997 unter dem Namen New Zealand Soccer bekannt war.

## Verband

New Zealand Football-Logo

New Zealand Football (NZF) wurde 1891 unter dem Namen New Zealand Soccer gegründet. 1948 trat er der dem Fußballweltverband FIFA bei, 1966 war er Gründungsmitglied des ozeanischen Fußballverbandes, der Oceania Football Confederation (OFC). Unterhalb von NZF existieren derzeit folgende sieben regionale Verbände:
- Northern Region Football – repräsentiert die Regionen Northland und Auckland[2]
- WaiBOP Football – repräsentiert die Regionen Waikato und Bay of Plenty[3]
- Central Football – repräsentiert die Regionen Taranaki, Manawatu-Wanganui, Hawke’s Bay und das Gisborne District[4]
- Capital Football – repräsentiert die Region Wellington[5]
- Mainland Football (Verband Nr. 6) – repräsentiert die Regionen Canterbury (Norden), Nelson, Marlborough und West Coast[6] sowie das Tasman District
- Southern Football – repräsentiert die Region Canterbury (Süden), das Waitaki District, die Stadt Dunedin, Central Otago District, Clutha District und die Region Southland[7]

## Vereinsfußball

### Profifußball in Neuseeland
Professioneller Fußballsport begann in Neuseeland 1999 mit der Gründung des Vereins Football Kingz FC in Auckland, die in der australischen National Soccer League (NSL), der einzigen Profiliga Ozeaniens, antraten. 2004 wurde der Verein mit der Einführung der australischen A-League in New Zealand Knights umbenannt. 2007 entzog der australische Verband dem Verein die Lizenz aufgrund von finanziellen Problemen, garantierte jedoch dem neuseeländischen Verband einen Startplatz in der A-League. 2007 wurde schließlich Wellington Phoenix gegründet, um den Platz in der australischen Liga auszufüllen.

### New Zealand Football Championship
Die New Zealand Football Championship (NFZC) war von 2004 bis 2020 die höchste Spielklasse des neuseeländischen Verbandes. Sie besaß den Status einer halb-professionellen Franchise-Liga und bestand aus acht Teams, die jeweils dreimal gegeneinander spielten. Am Ende der Saison bestritten die drei besten Mannschaften die Playoffs, bei denen der Dritte gegen den Zweiten antrat. Der Sieger dieser Partie spielte gegen den Ersten der regulären Saison um den Meistertitel. Der Wettbewerb löste die National Soccer League ab, wurde jedoch von vielen Neuseeländern nicht als legitimer Nachfolger der National Soccer League angesehen, da er den Traditionsteams keine Möglichkeit der Teilnahme bietet. Teilnehmende Franchise waren Auckland City FC, Canterbury United (Christchurch), Eastern Suburbs (Kohimarama), Hamilton Wanderers (Hamilton), Hawke’s Bay United (Napier), Southern United (Dunedin), Team Wellington, Waikato FC (Hamilton), Waitakere United und YoungHeart Manawatu (Palmerston North). Rekordtitelträger war Auckland City mit acht Titeln, gleich danach kommt Waitakere United mit fünf Titeln. Nach dem Ende der Franchise-Liga, wurden mehrere dieser dann auch aufgelöst.

### National League
Ab der Saison 2021 wurde die National League eingeführt, welche aus insgesamt drei einzelnen Spielklassen besteht, der Northern League, der Central League und der Southern League. Dabei unterliegt die Ausrichtung der als Qualifikationsrunde gedachten Ligen auch den regionalen Verbänden. Nach dem Ende der Spielzeit in diesen Ligen, spielen die besten Klubs in einer gemeinsamen Tabelle (der sogenannten Championship) den Landesmeister aus. Da diese Liga nicht mehr auf Franchise-Teams beschränkt ist, können auch wieder traditionsreiche Mannschaften teilnehmen, welche schon zuvor in den regionalen Wettbewerben aktiv waren. So gingen bestehende Franchise wie der Auckland City FC und die Hamilton Wanderers in die neue Liga über aber auch Mannschaften aus den regionalen Ligen wie z. B. Miramar Rangers, welche somit erstmals über einen vorderen Platz in ihrer Spielklasse auch aufsteigen konnten.

### Pokalwettbewerbe
Der neuseeländische Pokalwettbewerb ist der Chatham Cup. Er wurde bereits 1923 gegründet und wird seitdem jährlich ausgetragen. Aktueller Titelträger ist Miramar Rangers aus Wellington. Die erfolgreichsten Teams der Pokalgeschichte sind Mount Wellington mit sieben, North Shore United und Christchurch United mit jeweils sechs und Eastern Suburbs mit fünf Titeln. Im Rahmen des Pokalfinals wird außerdem der beste Spieler des Finals mit dem Jack Batty Memorial Cup ausgezeichnet. 2010 war dies der Torhüter Phil Imray von Miramar Rangers.

### Regionale Wettbewerbe
Die regionalen Wettbewerbe werden unter dem Begriff Premier winter club competition zusammengefasst. Diese besteht aus folgenden vier Ligen:
- Central League: Besteht aus Teams der beiden Central-Football-Verbände
- Mainland Premier League: Besteht aus Teams des Verbandes Mainland Football
- Northern League: Besteht aus Teams der Auckland Football Federation und Force 3
- Soccersouth Premier League: Besteht aus Teams der Soccer South

United Soccer 1 zog sich 2008 von der Northern League zurück mit dem Ziel, eine eigene Liga zu gründen.

### Frühere Wettbewerbe
Bis 2004 war die National Soccer League die höchste Liga im neuseeländischen Fußball. Sie wurde 1970 gegründet und bestand aus verschiedenen Teams der regionalen Verbände. In der Premierensaison 1970 nahmen acht Mannschaften teil, erster Meister wurde Blockhouse Bay. Anschließend wurde die Liga auf zehn Vereine erweitert, 1977 erfolgte eine erneute Erweiterung auf zwölf Mannschaften, ab 1987 spielten 14 Teams gegeneinander. 1993 wurde die Liga aufgelöst aufgrund finanzieller Probleme. Im gleichen Jahr wurde ein neuer Wettbewerb ins Leben gerufen, der sogenannte Superclub. 30 Teams wurden in drei Regionen eingeteilt und spielten den Meister aus. 1996 wurde dieser Wettbewerb durch die National Summer Soccer League abgelöst, welche jedoch ebenfalls bereits 1998 wieder aufgelöst wurde. 1999 spielten die Vereine Neuseelands in der North Island Soccer League (NISL) und in der South Island Soccer League (SISL) gegeneinander, die Sieger dieser beiden Ligen spielten schließlich in einem Finale den neuseeländischen Meister aus. In diesem Fall besiegte Central United Dunedin Technical mit 3:1 nach Verlängerung. Im Jahr 2000 wurde die National Soccer League erneut zurück ins Leben gerufen, bestehend aus sieben Teams der NISL und drei der SISL. Diese Liga bestand bis 2003, 2004 war das Übergangsjahr zwischen der National Soccer League und der New Zealand Football Championship.

### Frauenfußball
Die höchste Spielklasse im Frauenfußball Neuseelands steht nicht unter der Aufsicht des New Zealand Football. Sie besteht aus sieben Vertretern der sieben Regionalverbände, die jeweils einmal gegeneinander antreten.

## Nationalmannschaften
Die neuseeländische Fußballnationalmannschaft, auch bekannt unter ihrem Spitznamen All-Whites, ist nach dem Ausstieg Australiens aus dem ozeanischen Kontinentalverband die stärkste Mannschaft der OFC, konnte bereits fünfmal die Ozeanienmeisterschaft gewinnen und sich 1982 und 2010 für die Weltmeisterschaft qualifizieren. Bei der WM 1982 in Spanien schied das Team nach drei Niederlagen in der ersten Finalrunde als Tabellenletzter der Gruppe 6 hinter Brasilien, Russland und Schottland aus. Auch bei der WM 2010 musste man nach der Vorrunde heimfahren, verpasste den Einzug in die Finalrunde mit drei Unentschieden jedoch nur knapp und schied als einzige ungeschlagene Mannschaft des Turniers vorzeitig aus. In der Abschlusstabelle der Gruppe F belegte man den dritten Platz hinter Paraguay und der Slowakei, aber vor dem amtierenden Weltmeister Italien.
Die neuseeländische U-23-Nationalmannschaft konnte sich für die Olympischen Sommerspiele 2008 in Peking qualifizieren, belegte dort jedoch den letzten Tabellenrang hinter China, Brasilien und Belgien. Die Mannschaft trägt den Spitznamen Oly-Whites.
Auch die neuseeländischen Frauennationalmannschaft, die bereits fünfmal die Ozeanienmeisterschaft gewinnen konnte, nahm an den Olympischen Spielen 2008 und zudem an den Weltmeisterschaften in den Jahren 1991 und 2007 teil, die beide in China ausgetragen wurden. 1991 und 2007 belegte Neuseeland jeweils ohne Punktgewinn den letzten Tabellenrang hinter China, Norwegen und Dänemark (1991) bzw. hinter Brasilien, China und Dänemark (2007). Für die WM 2011 in Deutschland konnte man sich abermals qualifizieren und spielte in der Gruppe B gegen England, Mexiko und Japan. Nach zwei knappen Niederlagen gegen Japan und England konnte man im letzten Spiel mit einem Unentschieden gegen Mexiko den ersten Punkt bei einer Weltmeisterschaft erringen, musste jedoch nach der Gruppenphase trotzdem als Tabellenletzter die Heimreise antreten. Auch für die WM 2015 gelang die Qualifikation, nach einem 0:1 gegen die Niederlande, einem torlosen Unentschieden gegen Gastgeber Kanada und einem 2:2 gegen China konnte die Finalrunde allerdings wieder nicht erreicht werden.